# Maya Bejerano
Maya Bejerano (în ebraică:מאיה בז'רנו, n. 23 februarie 1949, Eilon⁠(d), Districtul de Nord, Israel) este o poetă și scriitoare israeliană.

## Biografie
Maya Bejerano s-a născut în 1949 în kibuțul Eilon ca fiica a Leei, soră de caritate, și a lui Leon Bejerano,  evreu originar din Bulgaria,  membru în organizația socialistă de tineret Hashomer Hatzair, ulterior director al institutului roentgenologic din Jaffa. Ea a crescut la Kfar Hitim și la Jaffa (Yafo) și la vârsta de 11 ani s-a mutat cu familia la Bat Yam. În copilărie ea a învățat să cânte la vioară si flautul, intre altele, cu profesori particulari, muzicienii Hanokh Tal Oren și Shemtov Levi.
După ce a absolvit liceul municipal Ironi Alef, s-a înrolat în armată și a slujit în aviația militară. Mai târziu a studiat la Universitatea Bar Ilan unde a obținut licența în pedagogie, literatură universală, ebraică și filozofie. Între profesorii ei s-au numărat Assa Kasher, Haim Shaham și Baruch Kurzweil.
La încheierea studiilor ea s-a stabilit la Ierusalim, unde a predat cursuri de literatură la licee serale. Ulterior a studiat biblioteconomia la Universitatea Ebraică din Ierusalim si a început sa lucreze la Biblioteca Națională.   
În acea  perioadă l-a cunoscut pe profesorul Gavriel Moked, redactorul revistei literare Ahshav, care i-a remarcat talentul și i-a publicat primul  volum de versuri. Din anul 1978  ea a publicat încă nouă volume de versuri. În 1989 cântăreața Shlomit Aharon a înregistrat albumul de cântece Ishi veahuvi (Soțul și iubitul meu) care a inclus opt din poeziile lui Bejerano, puse pe note de către Yaron Bahar și Yuval Dor.
În prezent Maya Bejerano lucrează ca bibliotecară la Biblioteca municipală Beit Ariela din Tel Aviv. În această calitate ea predă lecții de poezie și îndrumă ateliere de creație.

### Viața privată
Maya Bejerano locuiește la Tel Aviv și are o fiică.

## Premii și onoruri
- 1986 - Premiul primului ministru pentru literatură
- 1987 - Premiul Bernstein pentru poezie - pentru volumul Retzef Shirim
- 1994 -  Premiul primului ministru pentru literatură - pentru volumul Mizmorei Iyov
- 2002 - Premiul Bialik pentru întreaga creație poetică - alături de Haim Beer, Yoel Hofmann și Myriam Roth.
- 2016 - Premiul Yehuda Amihay pentru poezie
- 2021 - Premiul Neumann pentru literatură

## Cărți
- 1978 - Bat Yaana (Struț)
- 1983 -  Ibud netunim (Prelucrare de date) 52- Șase articole și un articol despre Mosad
- 1985 - Shirat hatziporim (Cântarea păsărilor) - editura Ahshav
- 1987 - Retzef shirim, ibudei netunim veshirim aherim (Poezii în șir, prelucrări de date și alte poezii), editura Am Oved
- 1987 - Kol (Voce) - în revista Siman Kria - editura Hakibutz Hameuhad
- 1990 - Livyatan (Balenă) - editura Hakibutz Hameuhad
- 1992 - Hasimla hakehula ve sokhen habituakh - (Rochia albastră și agentul de asigurări) - povestiri și piesă de teatru,ed. Keter/Akhshav
- 1993 - Mizmorey Iyov (Psalmii lui Iov)  - ed Hakibutz Hameuhad
- 1993 - Haperakh Hasakran, (Floarea curioasă) - poveste pentru copii,editura Yaron Golan
- 1998 - Anasè lagáat betabur bitní (Voi încerca să-mi ating buricul pântecelui) versuri 1992-1997, ed Hakibutz Hameuhad
- 2000 - Dorsey laila, (Răpitoare nocturne) cu ilustrații de Igal Tumarkin
- 2001 - Hayofi hu kaas (Frumusețea este supărare)  versuri din 1994-2000, cu ilustratii de Yaakov Dorczin, ed. Hakibutz Hameuhad
- 2005 - Tedarim  (Unde) - selecție integrală a versurilor, ed Hakibutz Hameuhad
- 2007 - Madrikh tayarim be'ir zará (Ghid turistic într-un oraș străin), ed. Carmel
- 2009 - Hitorarti belibo shel alakhson  (M-am trezit în inima unei diagonale), ed. Hakibutz Hameuhad
- 2010  - Gargarim , keshev lashira (Grăunțe), Keshev lashira
- 2014 - Pěgishá im sahkanim  - (Întâlnire cu actori) , ed Hakibutz Hameuhad
- 2016 - Halonot Hazman shel Avigail  - otobidiografia  (Ferestrele timpului ale lui Avigail - autofantastibiografie) - roman, ed. Safra